# Scopula magnipunctata
Scopula magnipunctata là một loài bướm đêm trong họ Geometridae.